# Lidská práva v Kamerunu
Lidská práva v Kamerunu jsou garantována kamerunskou ústavou. Ovšem podle zprávy Ministerstva zahraničních věcí Spojených států amerických za rok 2009 v zemi hrozí manipulace voleb, mučení bezpečnostními složkami a svévolné zatýkání.
Zpráva britské charitativní organizace Freedom from Torture z roku 2002 uvádí, že mučení se v Kamerunu vyskytovalo natolik často, že si záležitost vyžádala návštěvu zvláštního zpravodaje OSN pro mučení v roce 1999. Ten posoudil mučení v Kamerunu jako „rozšířené a systematické“. V roce 2012 organizace Freedom from Torture ve své výroční zprávě uvedla, že byli požádáni o pomoc pro 33 lidí, kteří přežili mučení. Také Amnesty International se obávala násilí v zemi ze strany bezpečnostních složek. V roce 2009 bylo během demonstrací zabito přibližně sto civilistů.
V dubnu 2010 zemřel ve vazbě v Ústřední věznici Kondengui editor kamerunských internetových novin Cameroun Express, Germain Cyrille Ngota Ngota. Ten byl v únoru téhož roku uvězněn spolu s dalšími dvěma novináři kvůli údajnému padělání podpisu prezidentského úředníka. Jeden z uvězněných redaktorů uvedl, že uvedený dokument byl pouze připojen k žádosti o interview a novinář, který jej vytvořil byl na útěku.
V březnu 2024 nevládní organizace Human Rights Watch (HRW) odsoudila „intenzivní represe“ kamerunské vlády vůči opozici poté, co vláda Paula Biyi prohlásila seskupení svých hlavních stran na dvou platformách za „nezákonné“.

## Mezinárodní úmluvy
Postoje Kamerunu k mezinárodním úmluvám o lidských právech jsou následující:
|  | Úmluva                                                                                   | Organizace | Zavedeno | Podepsáno | Ratifikováno |
|  | ---------------------------------------------------------------------------------------- | ---------- | -------- | --------- | ------------ |
|  | Úmluva o zabránění a trestání zločinu genocidia                                          | OSN        | 1948     | -         | -            |
|  | Mezinárodní úmluva o odstranění všech forem rasové diskriminace                          | OSN        | 1966     | -         | 1971         |
|  | Mezinárodní pakt o hospodářských, sociálních a kulturních právech                        | OSN        | 1966     | -         | 1984         |
|  | Mezinárodní pakt o občanských a politických právech                                      | OSN        | 1966     | -         | 1984         |
|  | První opční protokol k Mezinárodnímu paktu o občanských a politických právech            | OSN        | 1966     | -         | 1984         |
|  | Úmluva o nepromlčitelnosti válečných zločinů a zločinů proti lidskosti                   | OSN        | 1968     | -         | 1972         |
|  | Mezinárodní úmluva o potlačování a trestání zločinu apartheidu                           | OSN        | 1973     | -         | 1976         |
|  | Úmluva o odstranění všech forem diskriminace žen                                         | OSN        | 1979     | 1983      | 1994         |
|  | Úmluva proti mučení a jinému krutému, nelidskému či ponižujícímu zacházení nebo trestání | OSN        | 1984     | -         | 1986         |
|  | Úmluva o právech dítěte                                                                  | OSN        | 1989     | 1990      | 1993         |
|  | Druhý opční protokol Mezinárodního paktu o občanských a politických právech              | OSN        | 1989     | -         | -            |
|  | Mezinárodní úmluva o ochraně práv všech migrujících pracovníků a členů jejich rodin      | OSN        | 1990     | 2009      | -            |
|  | Opční protokol k Úmluvě o odstranění všech forem diskriminace žen                        | OSN        | 1999     | -         | 2005         |
|  | Opční protokol k zapojení dětí do ozbrojeného konfliktu                                  | OSN        | 2000     | 2001      | -            |
|  | Opční protokol o prodeji dětí, dětské prostituci a dětské pornografii                    | OSN        | 2000     | 2001      | -            |
|  | Úmluva OSN o právech osob se zdravotním postižením                                       | OSN        | 2006     | 2008      | -            |
|  | Opční protokol k Úmluvě o právech osob se zdravotním postižením                          | OSN        | 2006     | 2008      | -            |
|  | Mezinárodní úmluva o ochraně všech osob před nuceným zmizením                            | OSN        | 2006     | 2007      | -            |
|  | Opční protokol k Mezinárodnímu paktu o hospodářských, sociálních a kulturních právech    | OSN        | 2008     | -         | -            |
|  | Opční protokol k Úmluvě o právech dítěte o komunikačním postupu                          | OSN        | 2011     | -         | -            |